# Tmesisternus nigrofasciatus
Tmesisternus nigrofasciatus är en skalbaggsart som beskrevs av Aurivillius 1908. Tmesisternus nigrofasciatus ingår i släktet Tmesisternus och familjen långhorningar. Inga underarter finns listade i Catalogue of Life.